# Megafestatie
De Megafestatie was een groot evenement voor jongeren, dat van 1993 tot en met 2004 in de Jaarbeurs Utrecht werd gehouden.
De Megafestatie werd altijd in juli (tijdens de zomervakantie) gehouden. De eerste editie was in 1993 en trok 70.000 bezoekers. In 2004 werd de Megafestatie voor de 11e en laatste keer gehouden. Er was veel gelegenheid tot vermaak in hallen met onder meer computergames, zaalvoetbal, dance, concerten en lasergames. Daarnaast hadden bedrijven en organisaties er kramen, waar reclamemateriaal en voorlichting werd gegeven. Defensie had een eigen hal met een complete stormbaan ingericht. Een enkele keer was er een hoge achtbaan die veel mensen trok. 
De Megafestatie werkte samen met media als Veronica, Radio 538, Radio 3 en TMF. Tussen 1997 en 2000 werd het programma Megafestatie TV uitgezonden, waarbij eerst Danny Rook en later Tatum Dagelet en Jennifer de Jong verslag deden van de gebeurtenissen op het evenement.

## Bron
- Volkskrant, 11 juli 1994, - Megafestatie lokt meeste jeugd naar 'virtual reality'
- Radio.nl, december 2000, art. "Megafestatie heeft grootste mediabereik"